# Wampiraci: Krwawy kapitan
Wampiraci: Krwawy kapitan – książka przygodowa brytyjskiego pisarza Justina Sompera. Jest część trzecia serii Wampiraci. Historię poznajemy w trzech ujęciach - zbuntowanych wampirów (Jeza, Sidoria), poznajemy pobyt Grace w Sanktuarium, oraz przygody Connora, który musi się uporać z pierwszym zabójstwem człowieka. 
Akcja zaczyna się na statku Diablo, gdzie Connor pokonuje swój lęk wysokości wchodząc na bocianie gniazdo. Melduje o statku na horyzoncie, płynącym tak jak oni do tawerny Mamy Kettle. Okazuje się, że statek należy do jego drugiego brata Barbarra Wrathe’a, który gnany jest zemstą na zabójcach Porfira. Connor poznaje Barbarro, jego żonę Trofie oraz ich syna Promyka, który z niewiadomych przyczyn jest niechętny Connorowi. Molucco aby pomóc zapomnieć bratu o zemście proponuje rajd ich pirackich statków na Fort Zachodzącego Słońca pełnego skarbów. 
Tymczasem Grace wraz z kapitanem Lorcanem i jego donorem Shanti wyrusza w wędrówkę do Sanktuarium. Poznają Mosh Zu Kamala i jego dwoje asystentów - Oliviera i Dani. Mosh Zu bada ranę Lorcana i stwierdza, że obrażenia od słońca szybko się wyleczy, lecz prawdziwa przyczyna ślepoty tkwi głębiej, bierze się z jego psychicznej blokady. 
Shanti zabiera dwie wstążki z Korytarza Wstążek, znajdującego się w Sanktuarium. Tej samej nocy Grace ma niezwykle realistyczny sen, historię życia nastolatka Johnny’ego. W tym samym momencie, w którym Grace śni o śmierci chłopca czuje, że Shanti zaczyna ją dusić. Grace uwalnia Oliver. Shanti wraca razem z kapitanem na statek. Mosh Zu wyjaśnia Grace, że we wstążkach znajduje się ból wampirów, które przychodzą prosić o pomoc. Najpierw pomaga im się uwolnić od bólu, który zostaje wchłonięty przez wstążkę. Dopiero później przechodzą na dalsze etapy. W czasie pierwszego etapu leczenia dostają do picia substytut krwi - wywar z siedmiu gatunków dzikich jagód. 
Po wizycie w tawernie, na nocnej zmianie Barta i Connora pojawia się Jez. Jez prosi przyjaciół o pomoc - chce aby pomogli mu znaleźć drogę powrotną lub żeby go unicestwili raz na zawsze. Connor postanawia zabrać go do kapitana Nokturnu. Jez zostaje przyjęty na statek wampiratów. Jego donorem zostaje Shanti. 
Podczas spaceru z Lorcanem po Sanktuarium Grace spotyka Johnny’ego, chłopaka, którego wstążkę odczytała. Gdy po jakimś czasie mówi mu o tym, że chce pomóc Lorcanowi, lecz nie wie jak, chłopak radzi jej aby odczytała jego wstążkę. Grace czyta więc wstążkę Lorcana. Dowiaduje się, że Lorcan już kiedyś ją i jej brata widział, że skrywa jakąś tajemnicę, o której bliźnięta nigdy nie mogą się dowiedzieć. Dowiaduje się też, że Lorcan, choć boi się o Grace, nie chciałby się z nią rozstawać.  Grace przyznaje się Lorcanowi do odczytania jego wstążki. Lorcan jest na nią bardzo zły i każe jej zostawić go samego. Grace przez dłuższy czas go nie odwiedza. 

Zaczyna się rajd. Piraci jako fałszywa grupa przewoźnicza OKT, ładuje skarby na statki aby je przewieźć z jednego fortu do drugiego. Jednak tuż przed wyruszeniem Promyk próbował ukraść parę skarbów z prywatnych pokoi. Zostaje złapany przez ochroniarzy. Właściciel skarbów chce przerwać umowę. Promyk próbuje uciec co kończy się walką. Connor po raz pierwszy zabija człowieka. Nie może się z tym pogodzić. Opuszcza Diablo i udaje się do Akademii Piractwa, po poradę do Cheng Li. Connor postanawia wstąpić do załogi Cheng Li, która będzie miała swój własny statek. Dostaje od niej nową broń. Potrzebuje jednak pozwolenia kapitana Molucca - kapitan pali więc jego kontrakt. 
Mosh Zu razem z Grace stara się pomóc Connorowi. Poprzez jedną ze sztuk uzdrawiania Grace pomaga bratu podjąć decyzję wyrzucenia miecza w morze, gdyż odczuwa, że jego ból łączy się z jego bronią. Lorcan wzywa Grace. Okazuje się, że chłopak odzyskał wzrok. Oświadcza jej, że nie powinna dalej z nim przebywać, że muszą się rozstać. Grace odchodzi urażona.
Na Nokturnie wybucha bunt pod przewodnictwem Jeza. Okazuje się, że Jez wykorzystał barta i Connora. Chodziło mu tylko o to aby pomóc Sidoriowi w zdobyciu nowych członków jego własnej załogi. Rozsiewał wątpliwości wśród wampirów Nokturnu. Zdradzieccy wampiraci opuszczają Nokturn. Kapitan nie wytrzymuje kolejnych problemów- załamuje się. Udziela Darcy wskazówek i każe jej płynąć do Sanktuarium. 
Mosh Zu wzywa wszystkie wampiry na naradę. Wśród zebranych jest Sidorio. Wzywa wampiry na swój statek, na którym nie ma żadnych ograniczeń. Cześć wampirów w tym Johnny ulega. Udają się na jego statek. 
Mosh Zu zaczyna leczenie kapitana. Pomaga mu w tym Grace, Lorcan, Darcy oraz przybyły w ostatniej chwili Connor. Kapitan okazuje się Kolekcjonerem dusz - nosił w sobie dusze ludzi cierpiących. Jest to zwykle tymczasowe rozwiązanie i noszenie dusz na stałe wyczerpało kapitana. Po uwolnieniu jedną z dusz jest dusza matki Grace i Connora. W dodatku okazuje się, że Lorcan znał ich matkę. 